# Marcel Pédron
Marcel Pédron, né le 29 mars 1899 à Moisdon-la-Rivière et mort le 15 juin 1985 à Nantes, est un joueur de rugby à XV, dirigeant sportif, industriel et écrivain français, ayant joué au Stade nantais UC (SNUC) et au Cardiff Rugby Football Club (CRFC).

## Biographie
Marcel Georges Anne Marie Pédron naît d'Émile Pédron, ingénieur et agent voyer, et de Marie Rimbert. Il suit sa scolarité au collège Saint-Pierre puis au lycée de Nantes. Il épouse Mlle Marguerite Bouhour, fille d'un négociant nantais.

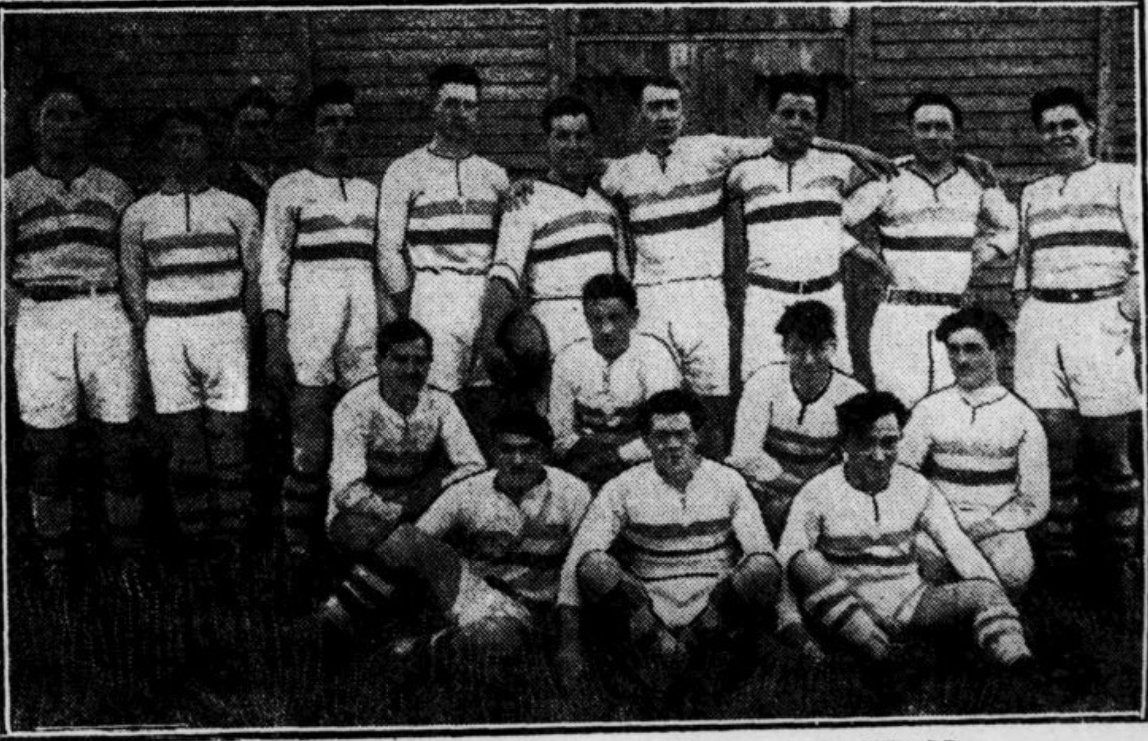
Pédron parmi les joueurs du Stade nantais en 1925.

Joueur de rugby au Stade nantais UC (SNUC), au poste d'ailier trois-quart et où il est l'élève de Percy Bush. Avec le SNUC, il remporte la Coupe de l'Espérance de rugby à XV 1916-1917, est champion de la région de l'Atlantique pour la Coupe de l'Avenir de rugby à XV en 1918 puis quart de finaliste de la Coupe de l'Espérance de rugby à XV 1917-1918 (défaite face au Racing Club de France) et de la Coupe de l'Espérance de rugby à XV 1918-1919 (défaite face au Aviron bayonnais). 
Engagé volontaire durant la Première Guerre mondiale, il est promu maréchal des logis en 1920.
Venu à Cardiff pour étudier le commerce et l'anglais, il rejoint l'équipe première de l'équipe du Cardiff RFC en 1922. Durant ses études à Cardiff, il effectue un stage professionnel (1923-1924).
Rentré à Nantes en 1924, il fait son retour au sein du Stade nantais, dont il devient capitaine de l'équipe première. Dans les années 1930, il devient, avec Louis Béguet, entraîneur de l'équipe du lycée de Nantes.

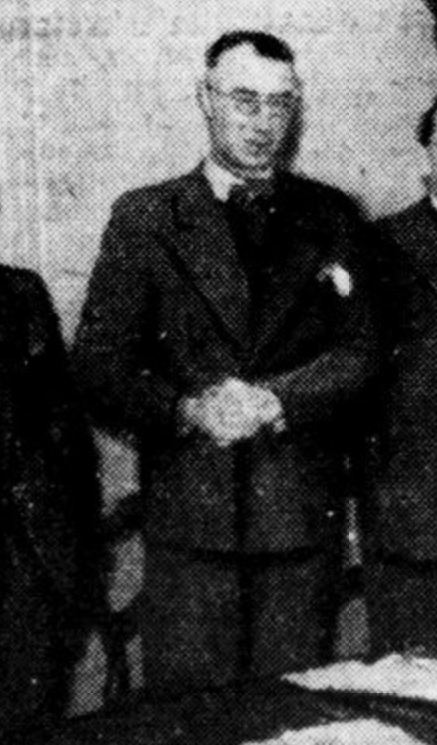
Marcel Pedron, membre de la Commission rugby et président du Stade nantais.

Élu membre du conseil du Comité de l'Atlantique de la Fédération française de Rugby (FFR) en 1937, il devient, en 1944, le nouveau président du club omnisports Stade nantais université club (SNUC). En 1949, il donne au stade dans lequel joue l'équipe le nom de l'ancien joueur et président Pascal Laporte. Toujours sous sa présidence, le SNUC est demi-finaliste du championnat de France Excellence en 1951, obtenant sa remonté en première division. Il poursuit les relations qui lient le club nantais et le Cardiff RFC, dont il est élu vice-président en 1953,. Il assure également la vice-présidence de l'Association France-Grande-Bretagne.
Pédron suit sa carrière professionnelle dans l'industrie du charbon, à la suite de son passage au Pays de Galles. Directeur commercial des Établissements Hutchinson à partir de 1931, il en dirige l'usine nantaise. En 1943, il quitte ses fonctions chez Hutchinson pour prendre la direction commerciale de Blanzy-Ouest, puis, en 1960, de la Société des combustibles de l'Atlantique (Blanzy-Ouest/Delmas-Vieljeux/Powell Duffryn (en)). Il devient par ailleurs président-directeur général de la Société des Chantiers Cram (1955-1963) et de la Société de combustibles et de participations (1958-1963), gérant du Comptoir des combustibles angevins (1955-1963) et administrateur de la Société tourangelle de manutentions et de combustibles.
Président du Syndicat des négociants en combustibles de l'Ouest de 1950 à 1961 et du Marché d'intérêt national de Nantes (MIN), il siège au conseil d'administration de la Fédération nationale des syndicats de négociants de combustibles en gros et de la Confédération nationale du commerce charbonnier.
Élu conseiller municipal de la ville de Nantes, il est adjoint au maire André Morice. Il est délégué de la Ville pour remplir les fonctions d'administrateur de la future Société d'économie mixte du Parc régional d'exposition de Nantes-Beaujoire en 1969.
Pratiquant la chasse à courre, membre de l'Équipage de Fresnay et du Rallye Kéréol, il est membre fondateur de la Société française de vénerie. Il est l'auteur d'écrits d'histoire, sur les guerres de Vendée, et de vénerie.

## Palmarès

### En tant que joueur
- Vainqueur de la Coupe de l'Espérance de rugby à XV 1916-1917
- Champion de la région de l'Atlantique pour la Coupe de l'Avenir de rugby à XV (1918)
- Quart de finaliste de la Coupe de l'Espérance de rugby à XV 1917-1918 et de la Coupe de l'Espérance de rugby à XV 1918-1919

### En tant que président
- Demi-finaliste du Championnat de France Excellence (1951)

## Publications
- Il était mon ami (1974)
- Le passeur de Rohars (1974)